# ماغدالينا ثورا
ماغدالينا ثورا (بالألمانية: Leni Stern )‏ (و. 1952  م) هي ممثلة، ومغنية، وعازفة الجاز، وعازفة قيثارة، وعازفة بيانو، وعازفة قيثارة جاز ألمانية، ولدت في ميونخ، تستخدم آلات قيثارة، وNgoni (instrument) ‏، وبيانو.

## وصلات خارجية
- ماغدالينا ثورا على موقع IMDb (الإنجليزية)
- ماغدالينا ثورا على موقع ميوزك برينز (الإنجليزية)
- ماغدالينا ثورا على موقع أول ميوزيك (الإنجليزية)
- ماغدالينا ثورا على موقع ديسكوغز (الإنجليزية)

- ماغدالينا ثورا في قاعدة بيانات الأفلام على الإنترنت